# Louis David
|  | Per a altres significats, vegeu «Jacques-Louis David». |

Louis David (París, 1765 - ?) fou un músic francès que es distingí com a concertista d'arpa i va pertànyer a la capella reial, establint-se a Ginebra després de la Revolució Francesa. Va escriure nombroses composicions per a cant i arpa.